# Will Joseph (rugby à XV, 1877)
Pour les articles homonymes, voir Will Joseph et Joseph.
Ne doit pas être confondu avec Will Joseph (rugby à XV, 2002).

a Compétitions nationales et continentales officielles uniquement.

b Matchs officiels uniquement.
William Joseph ou Will Joseph ou encore Bill Joseph, né le 10 mai 1877 à Morriston et mort le 7 septembre 1959 à Swansea, est un joueur international gallois de rugby à XV ayant joué au poste d'avant avec l'équipe du pays de Galles et avec Swansea RFC.

## Carrière
Will Joseph fait ses débuts avec Swansea en 1899 et joue également pour le Glamorgan County. Il honore sa première sélection internationale avec le pays de Galles le 11 janvier 1902 contre l'Angleterre et sa dernière contre l'Afrique du Sud le 1er décembre 1906. Il joue seize matches en équipe nationale. C'est un cousin du grand Dicky Owen. Il participe à la victoire galloise mémorable sur les All Blacks du 16 décembre 1905.
En Club :
- ? - 1899 : Morriston REF
- 1899 - ? : Swansea RFC
- ? - ? : Glamorgan County RFC.

## Palmarès
- Trois victoires dans le tournoi britannique en 1902, 1905 et 1906
- Deux Triples Couronnes en 1902 et 1905.

## Statistiques en équipe nationale
- Seize sélections
- Ventilation par année : 3 en 1902, 3 en 1903, 2 en 1904, 4 en 1905, 4 en 1906.
- Participation à cinq tournois britanniques en 1902, 1903, 1904, 1905 et 1906.